# Alexander Anderson (Mathematiker)

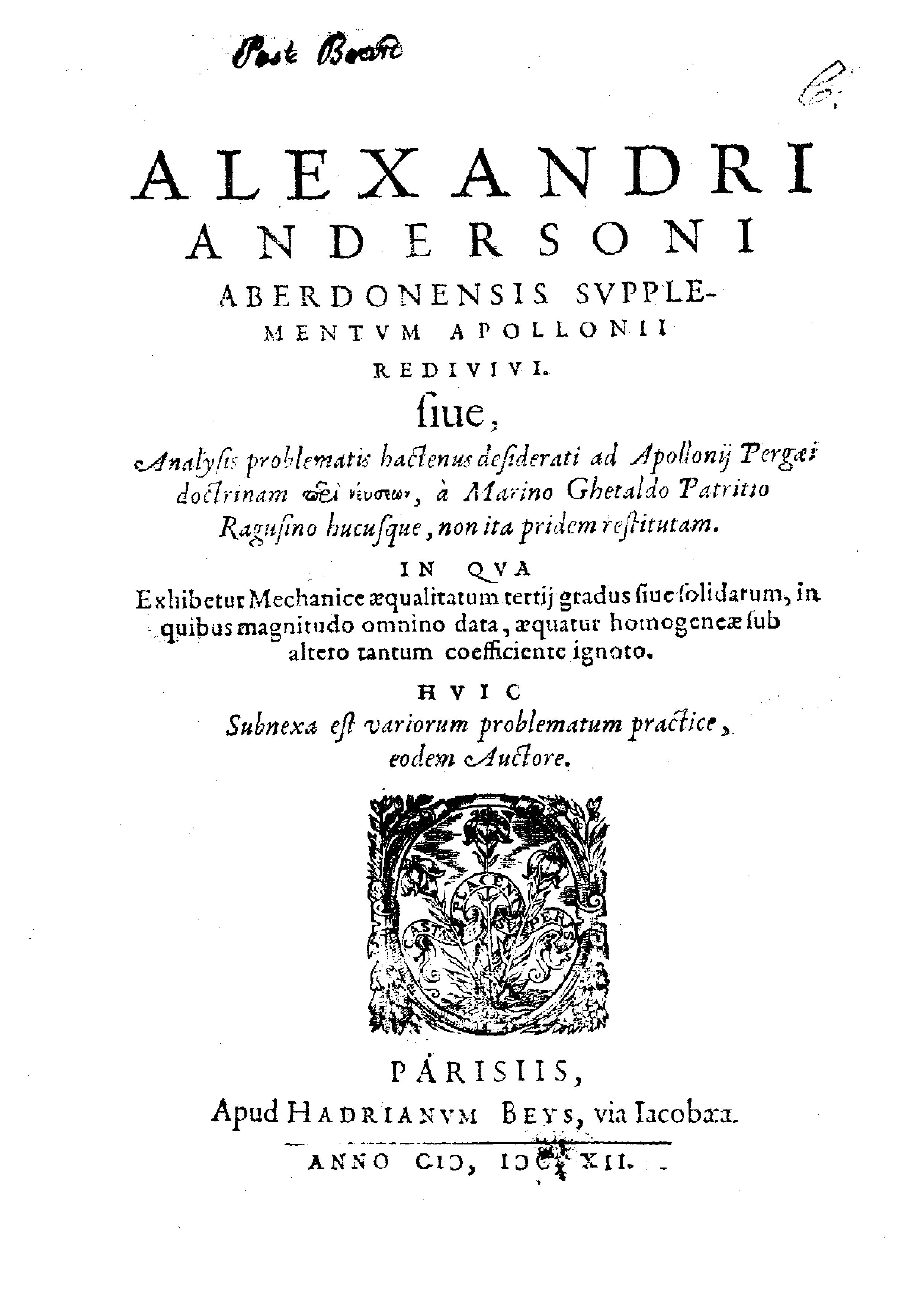
Titelblatt seines Supplementum Apollonii redivivi, 1612

Alexander Anderson (* um 1582 in Aberdeen; † um 1620) war ein schottischer Mathematiker.
Das ungefähre Geburtsjahr ergibt sich aus einem Hinweis in einem seiner Bücher von 1617 (danach war er damals 35 Jahre alt). Über seine Ausbildung ist nichts bekannt, aber er war gebildet und tauchte Anfang des 17. Jahrhunderts in Paris auf, wobei er schon einen Ruf als Mathematiker hatte. Dort veröffentlichte er mehrere mathematische Abhandlungen zwischen 1612 und 1619. Sein Ruf in Paris führte dazu, dass er zur Herausgabe der Schriften von Francois Viète nach dessen Tod (1603) hinzugezogen wurde, zu denen er auch Kommentare und Ergänzungen verfasste. Sein Todesdatum ist nicht genau bekannt, da er nach 1619 nichts mehr veröffentlichte, starb er aber wahrscheinlich um 1620. Nach seinen eigenen Angaben (Vindiciae Archimedis 1616) besaß er mehr Geist als Besitztümer.
Er befasste sich auch mit Stereometrie im Anschluss an Johannes Kepler (bei Kepler Berechnung des Inhalts von Fässern). Einige seiner Werke sind verloren (aber dem Namen nach bekannt).
Ein Verwandter von ihm, David Anderson aus Finzaugh, war auch Mathematiker und hatte eine Tochter, die die Mutter des Astronomen und Mathematikers James Gregory war (sie unterwies ihn auch in Mathematik).
Seine Schriften sind:
- 1612: Supplementum Apollonii Redivivi (darin gibt er eine Lösung eines Problems von Apollonios von Perge in der Rekonstruktion von Marin Getaldić,[2] beide veröffentlichten dazu Lösungen)
- 1615: Pro Zetetico Apolloniani (Zusatz zu dem vorherigen Werk, Getaldić gewidmet, dem Andersons Freund Strachan die Abhandlung von Anderson nach Dubrovnik brachte)
- 1615: Francisci Vietae Fontenaeensis De equationum recognitione et emendatione tractatus duo, behandelt die Neuerungen von Viète in der Theorie algebraischer Gleichungen mit eigenen Zusätzen von Anderson, der auch zeigt, dass die Lösungen der kubischen Gleichung mit der Dreiteilung des Winkels zusammenhängen.[3]
- 1615: Ad Angularum Sectionem Analytica Theoremata καθολικώτερα (ebenfalls Ergänzungen zu dem Werk von Viète, von Frans van Schooten in seine Ausgabe von Viètes Werken 1646 aufgenommen)
- 1616: Vindiciae Archimedis (darin kritisiert er Keplers Stereometrie und weist die Behauptung der Quadratur des Kreises von Johan Philip Lansberg zurück)
- Animadversionis in Franciscum Vietam à Clemente Cyriaco nuper editae brevis Διάκρισις, Paris, 1617.
- 1619: Exercitationum Mathematicarum Decas Prima